# Éric Hazan
Pour les articles homonymes, voir Hazan.
Éric Hazan, né le 23 juillet 1936 à Neuilly-sur-Seine (Seine) et mort le 6 juin 2024 à Paris, est un écrivain et éditeur français, fondateur des éditions La Fabrique.

## Biographie

### Jeunesse et militantisme
Éric Hazan naît à Neuilly-sur-Seine le 23 juillet 1936 d'une mère d'origine juive roumaine née en Palestine et d'un père juif originaire d'Égypte, Fernand Hazan, éditeur, lui-même frère d'Émile Hazan, également éditeur.
Sa famille se réfugie à Marseille, en zone libre, pendant la Seconde Guerre mondiale. Pour rester caché, Éric Hazan ne va pas à l’école et se réfugie dans les livres. Après la guerre, il étudie au lycée Louis-le-Grand et milite avec les communistes, puis aux côtés du FLN durant la guerre d'Algérie.
En 1973, devenu chirurgien cardiovasculaire, il s'engage en faveur du droit à l'avortement. En 1975, comme membre fondateur de l’Association médicale franco-palestinienne, il se rend au Liban alors en pleine guerre, pour servir de médecin « à cette “armée” que l’on appelait à l’époque les “Palestino-progressistes” ».
Il est membre du comité de parrainage du tribunal Russell sur la Palestine dont les travaux ont commencé le 4 mars 2009.

### Éditeur
En 1983, à 47 ans, il abandonne la chirurgie et dirige les éditions Hazan, prenant ainsi la succession de son père Fernand Hazan qui avait créé cette maison consacrée aux livres d'art. Il quitte la direction après le rachat par le groupe Hachette quatre ans après la mort du fondateur.
En 1998, il fonde les éditions La Fabrique, une maison d'édition où sont publiés des essais historiques ou philosophiques de « penseurs d'extrême gauche allant du marxisme à l'anarchisme », et se tourne vers l'écriture.
À La Fabrique, « il n'édite que des amis » d'après Libération. Parmi les auteurs publiés par La Fabrique, on trouve par exemple Norman G. Finkelstein (L'Industrie de l'Holocauste) et Houria Bouteldja (Les Blancs, les Juifs et nous. Vers une politique de l'amour révolutionnaire). L’Insurrection qui vient, du Comité invisible, publié en 2007 et que la ministre de l'Intérieur Michèle Alliot-Marie voit comme un « manuel de l’insurrection de l’ultragauche », lui vaut d’être entendu comme témoin par la police dans l'affaire de Tarnac.
Il est également auteur de plus d'une vingtaine d'ouvrages et traducteur, notamment des œuvres d'Edward Saïd.

### Mort
Éric Hazan meurt à l'âge de 87 ans le 6 juin 2024 à Paris. Il est inhumé au cimetière du Père-Lachaise (division 95).

## Publications

### Ouvrages
- L'Invention de Paris, il n'y a pas de pas perdus, Paris, Seuil coll. « Fiction et Cie », 2002  (ISBN 2020540932) (réédition poche, Points, 2010 ; grand format avec illustrations, Seuil, 2012)
- Chronique de la guerre civile, Paris, La Fabrique, 2004  (ISBN 9782913372320)
- Faire mouvement, recueil d'entretiens avec Mathieu Potte-Bonneville, Paris, Les Prairies Ordinaires coll. « Contrepoints », 2005
- LQR : la propagande du quotidien, Paris, Liber-Raisons d'agir, 2006  (ISBN 2-912107-29-6)[10]
- Notes sur l’occupation : Naplouse, Kalkilyia, Hébron, Paris, La Fabrique, 2006  (ISBN 9782913372573)
- Changement de propriétaire, la guerre civile continue, Paris, Seuil, 2007  (ISBN 2020961652)
- L'Antisémitisme partout. Aujourd'hui en France, avec Alain Badiou, Paris, La Fabrique, 2011  (ISBN 9782358720182)
- Paris sous tension, Paris, La Fabrique, 2011  (ISBN 978-2-3587-2020-5)
- Vues de Paris 1750-1850, Paris, Bibliothèque de l'Image et Bibliothèque nationale de France, 2011
- Un État commun. Entre le Jourdain et la mer, avec Eyal Sivan, Paris, La Fabrique, 2012  (ISBN 978-2-35872-033-5)
- Une histoire de la Révolution française, Paris, La Fabrique, 2012  (ISBN 978-2-35872-038-0)[11]
- Reflections on Anti-Semitism, avec Alain Badiou et Ivan Segré, Londres, VersoBooks, 2013
- Premières Mesures révolutionnaires, avec Kamo, Paris, La Fabrique, 2013  (ISBN 978-2-35872-049-6)
- La Barricade : histoire d'un objet révolutionnaire, Paris, Autrement coll. « Leçons de choses », 2013
- La Dynamique de la révolte. Sur des insurrections passées et d'autres à venir, Paris, La Fabrique, 2015  (ISBN 978-2-35872-071-7)
- Une traversée de Paris, Paris, Seuil coll. « Fiction et Cie », 2016
- Pour aboutir à un livre. La fabrique d’une maison d’édition, Paris, La Fabrique, 2016  (ISBN 978-2-35872-083-0)
- À travers les lignes. Textes politiques, Paris, La Fabrique, 2017  (ISBN 978-2-35872-098-4)
- Balzac, Paris, Paris, La Fabrique, 2018  (ISBN 978-2-35872-160-8)
- Police (coll.), Paris, La Fabrique, 2020  (ISBN 978-2-35872-202-5)
- Le Tumulte de Paris, Paris, La Fabrique, 2021  (ISBN 978-2-35872-211-7)[12]

### Direction d'ouvrages
- Moustapha Barghouti, Rester sur la montagne, entretiens sur la Palestine avec Éric Hazan, Paris, La Fabrique, 2005
- Raymond Depardon, Le Désert, allers et retours. Propos recueillis par Éric Hazan, Paris, La Fabrique, 2014
- Paris Magnum (textes d'Éric Hazan), Paris, Flammarion, 2014 (édition anglaise aux mêmes éditions, publié aussi en novembre 2014 et avec une autre maquette)
- Charles Frémont, Paris au temps des fiacres. Photographies, 1885-1914 (textes d'Éric Hazan), Paris, Le Seuil, 2015

### Traductions
(Toutes de l'anglais)
- Tariq Ali, Bush à Babylone : la recolonisation de l'Irak, La Fabrique, 2004
- André Schiffrin, Le Contrôle de la parole. L'édition sans éditeur, suite, La Fabrique, 2005
- Tanya Reinhart, L'Héritage de Sharon : détruire la Palestine, suite, La Fabrique, 2006
- André Schiffrin, L'Argent et les Mots, La Fabrique, 2010
- Hongsheng Jiang, La Commune de Shanghai et la Commune de Paris, préface Alain Badiou, La Fabrique, 2014

### Préfaces et postfaces
- Comme une ombre portée, postface à Paradis infernaux. Les villes hallucinées du néo-capitalisme de Mike Davis et Daniel B. Monk, Paris, Les Prairies ordinaires coll. « Penser/Croiser », 2008
- Les Pauvres et leurs quartiers, postface à Les Causes de la mortalité dans les divers quartiers de Paris de Louis-René Villermé, Paris, La Fabrique, 2008
- Assez de larmes !, introduction à Le livre : que faire ? (collectif), Paris, La Fabrique, 2008
- Police, Révolution, Police, préface à Ce que tout révolutionnaire doit savoir de Victor Serge, Paris, Zones Éditions, 2009
- Quelques rides de plus, préface à The Invention of Paris. A Radical Guide of Paris through Art, Literature and Revolution, London, Verso Books, avril 2011
- Lissagaray, préface à The History of the Paris Commune of 1871 de Prosper-Olivier Lissagaray, Londres, Verso Books, 2012 (traduction anglaise de l'édition de La Découverte, qui est une réédition à partir du fonds Maspero)
- La Porte des mots, préface à De la banlieue rouge au Grand Paris. D'Ivry à Clichy et de Saint-Ouen à Charenton d’Alain Rustenholz, Paris, La Fabrique, 2015
- Préface à Montmartre du plaisir au crime de Louis Chevalier, Paris, La Fabrique, 2015